# مانجلوس
مانجلوس (به صربی: Manđelos) یک منطقهٔ مسکونی در صربستان است که در Sremska Mitrovica Municipality واقع شده‌است. مانجلوس ۱٬۵۳۳ نفر جمعیت دارد.